# Bahnhof Ludwigsfelde
Der Bahnhof Ludwigsfelde liegt in der gleichnamigen Stadt an der Anhalter Bahn südlich von Berlin und zählt zu den ältesten Bahnstationen im Land Brandenburg. Sein um das Jahr 1880 entstandenes Empfangsgebäude steht unter Denkmalschutz und ist das zweitälteste Gebäude der Stadt. Es beherbergt heute ein Museum. Ebenfalls denkmalgeschützt sind mehrere Eisenbahnerwohnhäuser im Bahnhofsbereich.

## Lage

Lage des Bahnhofs, Ende des 19. Jahrhunderts

Der Bahnhof liegt an der Bahnstrecke Berlin–Halle (auch Anhalter Bahn genannt) südlich von Berlin. Er entstand außerhalb größerer Ortschaften. In seiner Nähe, wenige hundert Meter östlich, lagen zur Eröffnungszeit des Bahnhofs nur zwei kleine Vorwerke namens Damsdorf und Ludwigsfelde. Letztere Ansiedlung gab dem Bahnhof ihren Namen. Die heutige Stadt Ludwigsfelde entstand erst im 20. Jahrhundert, ihr Zentrum liegt westlich der Bahnanlagen.
Im Stadtgebiet von Ludwigsfelde liegt auch der Haltepunkt Ludwigsfelde-Struveshof am Berliner Außenring nordwestlich des Stadtkerns. Er wurde 2012 eröffnet und ersetzte den Bahnhof Genshagener Heide, der abgelegen am Rand des Industriegebietes im äußersten Norden des Stadtgebiets lag. Auch der Haltepunkt Birkengrund nördlich des Bahnhofs Ludwigsfelde an der Anhalter Bahn liegt innerhalb der Stadtgrenzen. Früher hieß diese Station Birkengrund Süd zur Unterscheidung vom in den 1990er Jahren geschlossenen Haltepunkt Birkengrund Nord.

## Geschichte

### Von den Anfängen bis 1930

Ansicht des Bahnhofs um 1900

Bei der Eröffnung der Anhalter Bahn im Jahr 1841 wurde in Ludwigsfelde wie auch im benachbarten Großbeeren eine Wasserstation zur Versorgung von Dampflokomotiven errichtet. Mit der Aufnahme des Güterverkehrs auf der Strecke im Dezember des gleichen Jahres verkehrte auf der Strecke ein Güterzug mit Personenbeförderung, wodurch die Bahnhöfe Großbeeren und Ludwigsfelde Anhaltepunkte für den Personenverkehr wurden. Zunächst fuhr ein Zug am Tag, mit dem man morgens nach Berlin und nachmittags zurückfahren konnte. Die Reisezeit zwischen Ludwigsfelde und Berlin betrug etwa eine Dreiviertelstunde.
Zunächst entwickelten sich die Reisendenzahlen in Ludwigsfelde aufgrund der geringen Besiedlung im Umfeld anders als in Großbeeren nicht positiv, so dass die Bahngesellschaft im Jahr 1846 eine Schließung der Station erwog. Nach Protesten von Landrat und Kreistag konnte dies jedoch vermieden werden. In der Folgezeit stiegen die Fahrgastzahlen, so dass Großbeeren und Ludwigsfelde vom Jahr 1849 an Halt aller fahrplanmäßigen Personenzüge wurden.
In den folgenden Jahren stieg die Zahl der Fahrgäste deutlich an. Wurden im Jahr 1852 im Bahnhof 5.360 Reisende gezählt, waren es 1873 31.767. Die Reisendenzahlen entsprachen etwa denen im benachbarten Großbeeren, obwohl der Ort Ludwigsfelde noch im Jahr 1892 nur 122 Einwohner hatte, Großbeeren mehr als das Zehnfache davon. Jedoch waren vom Bahnhof Ludwigsfelde aufgrund seiner guten Straßenanbindung eine Reihe von Dörfern in der Umgebung gut erreichbar. Auch der Güterverkehr entwickelte sich im ähnlichen Umfang, im Jahr 1873 wurden 42.430 Zentner Waren in Ludwigsfelde versandt und 68.175 Zentner empfangen.
Um das Jahr 1880 erhielt der Bahnhof ein neues Empfangsgebäude, das heute noch besteht. Es entstand etwa 100 Meter nördlich der alten Station, welche direkt am Bahnübergang mit der späteren Potsdamer Straße lag. Im Umfeld entstanden nach der Stationsverlegung auch mehrere Bahnbeamtenwohnhäuser am Bahnhof.

### Ausbauarbeiten im Dritten Reich
Nachdem der Bahnhof etliche Jahrzehnte lang nur lokale Bedeutung gehabt hatte, stieg das Verkehrsaufkommen in den 1930er Jahren erheblich an. Mit der Eröffnung der Daimler-Benz-Motorenwerke Genshagen wurde Ludwigsfelde zu einem wichtigen Industriestandort; die Einwohnerzahl des Ortes vervielfachte sich. Für den Werkspersonenverkehr wurde zunächst der Bahnhof Genshagener Heide an der Umgehungsbahn genutzt, später entstand ein neuer Haltepunkt in Birkengrund an der Anhalter Bahn. Während der Arbeitszeiten wurden die Züge im Bahnhof Ludwigsfelde abgestellt. Im Bereich Birkengrund nördlich des Bahnhofs Ludwigsfelde entstand auch der Werkbahnhof der Fahrzeugfabrik.
Für den Personenverkehr war eine Trennung von Vorort- und Ferngleisen ursprünglich von Berlin bis Trebbin geplant, jedoch konnte sie bis 1943 nur bis Ludwigsfelde verwirklicht werden. Für die aus Berlin kommenden und in Ludwigsfelde endenden Züge entstand ein separater Kopfteil auf der Westseite der Gleisanlagen. Elektrifiziert wurde die Vorortstrecke kriegsbedingt nur bis Lichterfelde Süd, so dass dort von der Berliner S-Bahn auf dampfbespannte Vorortzüge nach Ludwigsfelde umgestiegen werden musste. Der S-Bahn-Tarif wurde bis Ludwigsfelde ausgedehnt.

### Nach dem Zweiten Weltkrieg
Das Motorenwerk wurde nach Ende des Zweiten Weltkriegs geschlossen und die Anlagen zu Reparationszwecken an die Sowjetunion demontiert. Im Jahr 1952 wurde auf dem Gelände der VEB Industriewerke Ludwigsfelde eröffnet, Vorgängerbetrieb der Automobilwerke Ludwigsfelde. Ludwigsfelde blieb damit ein wichtiger Industriestandort. Aufgrund der wachsenden Auswirkungen der deutschen und Berliner Teilung wurde der durchgehende Verkehr auf der Anhalter Bahn nach Berlin bis zum Jahr 1952 unterbrochen, da sich die Strecke dort auf West-Berliner Gebiet befand. Bis zum Mauerbau 1961 blieb lediglich die S-Bahn nach Berlin bis zum Bahnhof Teltow in Betrieb, wo in Richtung Ludwigsfelde umgestiegen werden konnte. Für den übrigen Personenverkehr wie auch für Güterzüge entstanden nördlich von Ludwigsfelde Verbindungen zum Anfang der 1950er Jahre eröffneten Berliner Außenring.
Ende der 1970er Jahre begannen die Arbeiten zur Streckenelektrifizierung. Am 27. September 1981 wurde die Fahrleitung von Süden bis Ludwigsfelde in Betrieb genommen. Damit wurden die meisten Züge hier umgespannt. Die Umspannhalte wurden auch bei den schnellfahrenden Reisezügen als Verkehrshalt ausgewiesen und genutzt. Ab dem 23. Mai 1982 konnten Güterzüge Richtung Seddin ellokbespannt weiterfahren. Die Fertigstellung der folgenden Abschnitte konnte mangels Umspannkapazitäten nicht planmäßig genutzt werden, erst mit der Inbetriebnahme der Fahrleitung bis Berlin-Schöneweide am 2. Mai und Berlin-Lichtenberg am 30. September 1984 konnte das Umspannen in Ludwigsfelde wieder weitgehend beendet werden.
Am 25. Februar 1982 fuhr bei Rangierarbeiten eine Lokomotive auf einen haltenden Schnellzug auf. Vier Reisende wurden verletzt.

### Personenverkehr

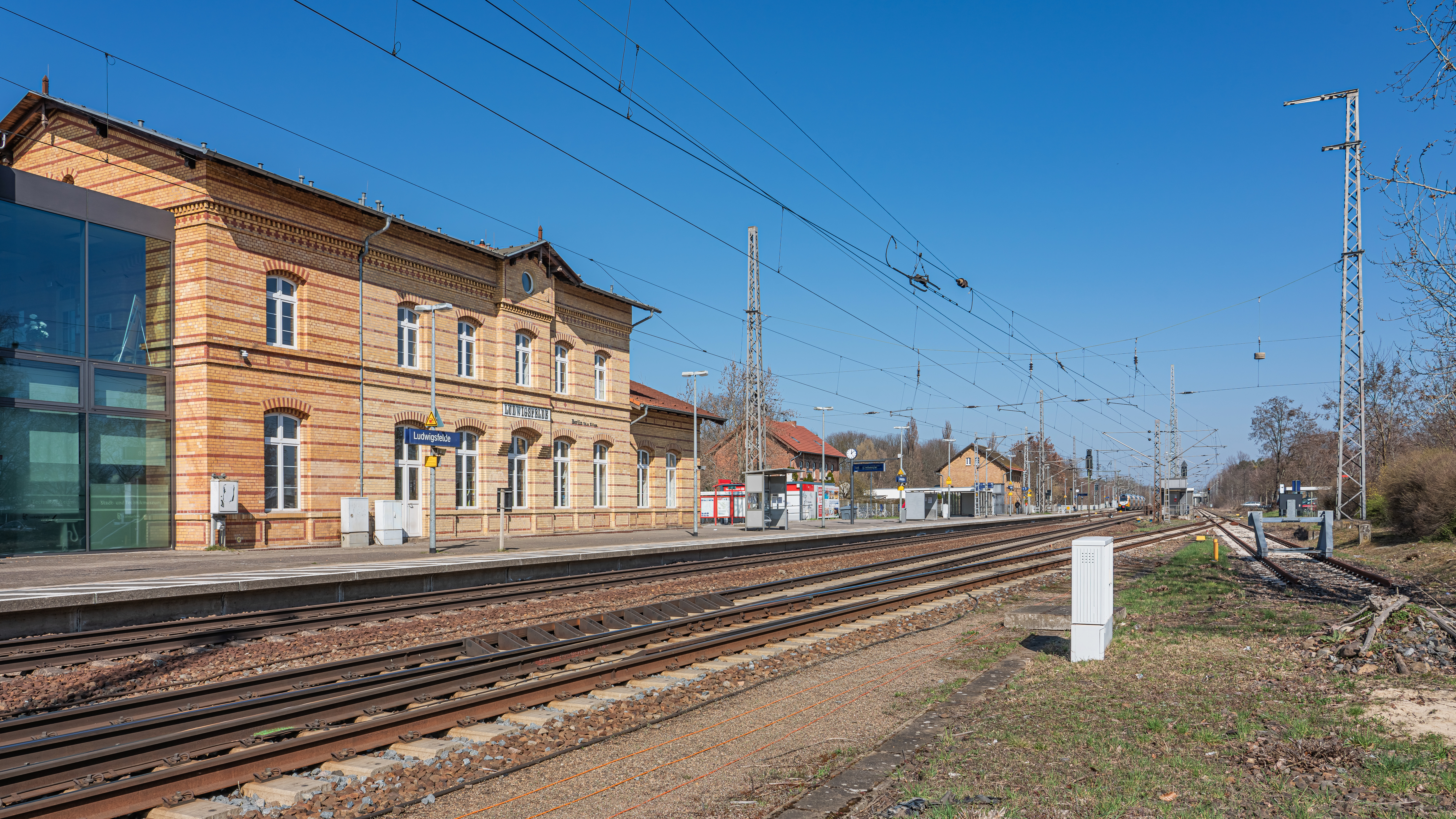
Bahnsteige und Gleise, Blick in Richtung Norden

Ludwigsfelde war jahrzehntelang Halt praktisch aller Personenzüge von Berlin nach Jüterbog und darüber hinaus. Schnell- und Eilzüge hielten vor 1945 nicht im Bahnhof. Von 1943 bis 1945 gab es zwischen Ludwigsfelde und Lichterfelde Süd einen verdichteten Vorortverkehr. Die Züge verkehrten nach einem annähernden Taktfahrplan in Schwachlastzeiten stündlich oder alle 40 Minuten, in Spitzenzeiten alle 20, teilweise auch alle 10 Minuten. Ludwigsfelde blieb Haltebahnhof der Personenzüge von Berlin nach Jüterbog und weiter in Richtung Süden, die jedoch während der Existenz des separaten Vorortverkehrs nicht in Teltow und Großbeeren hielten.
Nach dem Zweiten Weltkrieg verlagerte sich der Zugverkehr in Richtung Berlin schrittweise auf den Berliner Außenring. Ein Teil der durchgehenden Züge nahm den neuen Laufweg auf den südöstlichen Außenring, ein Teil verblieb auf der alten Strecke, seit 1952 endeten dort alle Züge im Bahnhof Teltow, wo bis zum Bau der Berliner Mauer im Jahr 1961 auf die S-Bahn-Züge umgestiegen werden konnte. Während in den ersten Jahren nach Mauerbau noch weiterhin ein recht dichtes Zugangebot bis Teltow gefahren wurde, reduzierte sich deren Zahl im Laufe der nächsten Jahre auf sieben bis acht Zuge werktags, am Wochenende noch etwas weniger. Etwa gleich viele Züge verbanden den Bahnhof Ludwigsfelde mit dem Bahnhof Flughafen Schönefeld, teilweise auch weiter mit dem Bahnhof Berlin-Schöneweide oder anderen Berliner Stationen. Die Hauptlast des Verkehrs zwischen der Stadt Ludwigsfelde und Ost-Berlin lief über die Sputnik-Züge auf dem Außenring vom Bahnhof Genshagener Heide, der mit einer dichten Busverbindung mit den wichtigsten Wohngebieten der Stadt verbunden war. In Ausnahmefällen war Ludwigsfelde Halt einzelner Schnellzüge, so hielt in den 1970er und 1980er Jahren einer aus Aue (Sachsen) nach Berlin im Bahnhof.
Nach 1990 wurde der Personenverkehr vertaktet. Stündlich verkehrten Züge von Jüterbog, Berlin-Schönefeld nach Berlin-Lichtenberg und weiter nach Norden, Triebwagen pendelten ebenfalls im Stundentakt zwischen Ludwigsfelde und Teltow. Zeitweise gab es durchgehende Verbindungen von Ludwigsfelde zum Bahnhof Potsdam Pirschheide, die aber nach wenigen Jahren mangels Nachfrage eingestellt wurden.
1998 wurde die Verbindung nach Teltow wegen der Arbeiten zum Ausbau der Anhalter Bahn für mehrere Jahre durch Busse ersetzt. Nach der Fertigstellung der Strecke und der Nord-Süd-Fernbahn in Berlin im Jahr 2006 verkehrten wieder durchgehende Züge auf direktem Weg in die Innenstadt. Dafür wurde der Regionalverkehr in Richtung Bahnhof Berlin-Schönefeld Flughafen mit Ausnahme eines Zuges in den Wochenendnächten eingestellt.

## Verkehrsanbindung
Der Bahnhof Ludwigsfelde von folgenden Linien bedient:
Die Züge der Regional-Express-Linie RE 4 verkehren im Stundentakt zwischen Rathenow über Berlin und Ludwigsfelde nach Jüterbog, alle zwei Stunden von Stendal kommend und weiter nach Falkenberg/Elster. Die der Linie RE 3 verkehren zwischen Stralsund bzw. Schwedt/Oder über Eberswalde Hauptbahnhof und Berlin stündlich nach Ludwigsfelde und weiter nach Jüterbog, alle zwei Stunden bis Lutherstadt Wittenberg. Zwischen Berlin und Ludwigsfelde bedient nur der RE 3 die Zwischenhalte in Teltow und Großbeeren, die Halte zwischen Ludwigsfelde und Luckenwalde werden nur vom RE 4 bedient.
Die Züge der Regionalbahnlinie RB 32 verbinden stündlich Ludwigsfelde mit dem Flughafen BER, von wo sie als Flughafen-Express (FEX) über Ostkreuz und Gesundbrunnen nach Berlin Hbf weiterfahren.
| Linie                           | Linienverlauf | Takt (min)                                                        | EVU              |
| ------------------------------- | --- | ----------------------------------------------------------------- | ---------------- |
| RE 3                            | Lutherstadt Wittenberg Hbf – Jüterbog – Luckenwalde – Ludwigsfelde – Berlin Hbf – Angermünde – Schwedt (Oder) / Züssow – Stralsund Hbf | 60 (120 Wittenberg–Jüterbog / Angermünde–Schwedt/Stralsund)       | DB Regio Nordost |
| RE 4                            | Falkenberg (Elster) – Jüterbog – Luckenwalde – Ludwigsfelde – Berlin – Rathenow – Stendal                                              | 60 Jüterbog–Rathenow (120 Falkenberg–Jüterbog / Rathenow–Stendal) | DB Regio Nordost |
| RB 32                           | Ludwigsfelde – Birkengrund – Berlin BER (weiter als FEX bis Berlin Hbf)                                                                | 60                                                                | DB Regio Nordost |
| Stand: Stand: 15. Dezember 2024 | |                                                                   |                  |

## Anlagen

### Empfangsgebäude

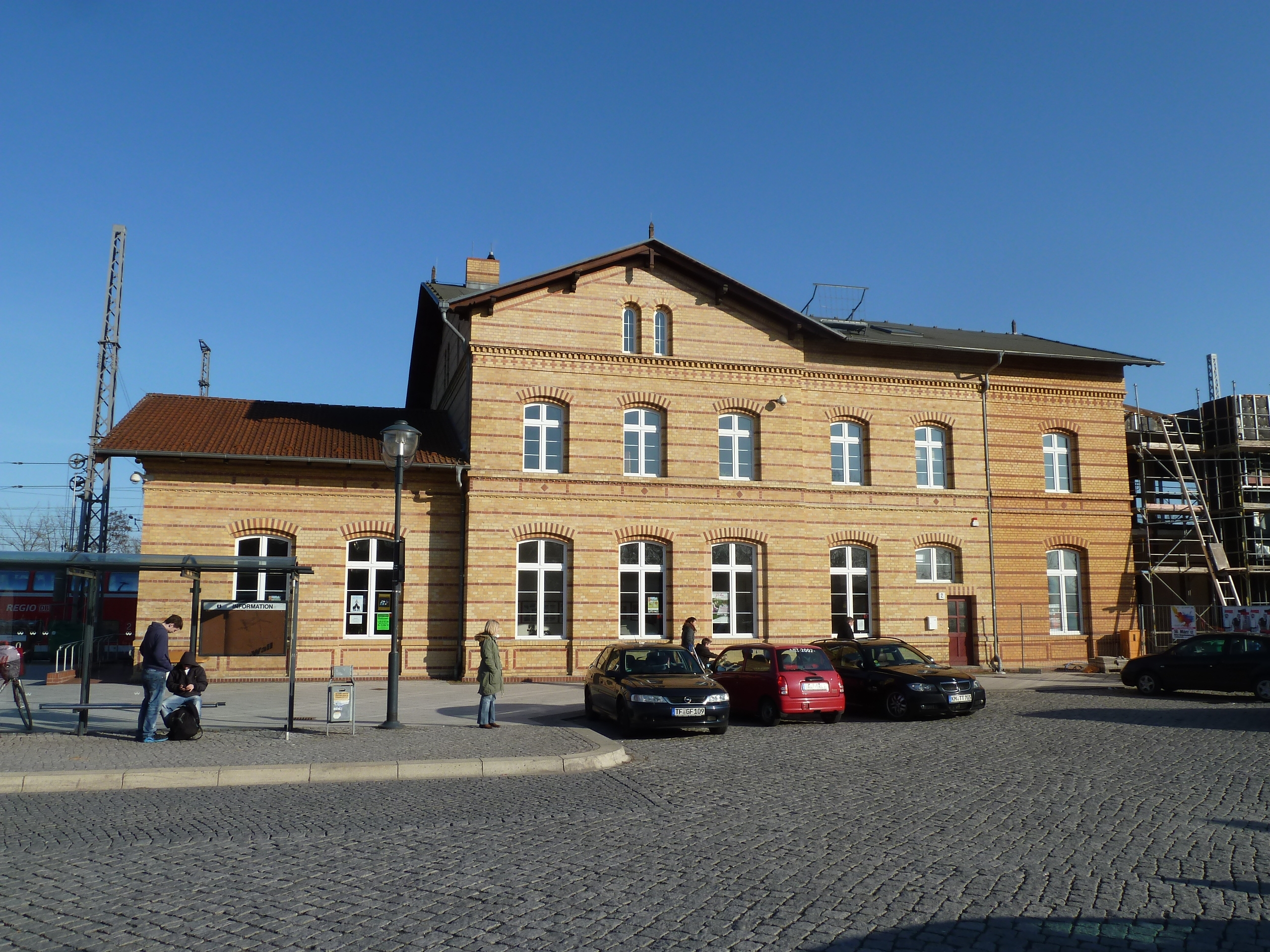
Empfangsgebäude 2012, rechts der im Bau befindliche Museumsanbau

Das denkmalgeschützte Empfangsgebäude liegt auf der Westseite der Gleisanlagen. Datiert ist es auf 1886. Es ist ein zweigeschossiger Bau aus gelben Klinkern mit Satteldach. Richtung Süden wurde es nachträglich um eine Achse erweitert. Das Gebäude wird nicht mehr für Bahnzwecke genutzt. Es wurde saniert und beherbergt nun das Museum für Stadt und Technik Ludwigsfelde (MUST). Es sind Exponate und Modelle aus der Ludwigsfelder Produktion ausgestellt, wie der ersten W50 und ein IWL Pitty. Nach 2010 wurde es um einen zusätzlichen Gebäudeteil auf der Südseite ergänzt.

### Bahnsteige und Gleise
Bis in die 1930er Jahre gab es lediglich einen Seitenbahnsteig am Empfangsgebäude vor dem Streckengleis in Richtung Halle sowie einen kleinen Zwischenbahnsteig für die Züge in Richtung nach Berlin, den Reisende nur durch Überschreiten des Gegengleises erreichen konnten. Dahinter schlossen sich die Anlagen für den Güterverkehr an. Seit 1939 besaß der Bahnhof einen Seitenbahnsteig an den Güterzugüberholungsgleisen, der über eine Fußgängerbrücke zu erreichen war. Der Zwischenbahnsteig ging damit außer Betrieb.
Für die 1943 eröffnete Vorortbahn erhielt die Station gesonderte Kopfgleise nördlich des Empfangsgebäudes; auf der Nordostseite der Gleisanlagen entstanden Abstellgleise. Der Kopfbahnhofsteil wurde nach 1945 nur noch zum Abstellen von Wagen genutzt.

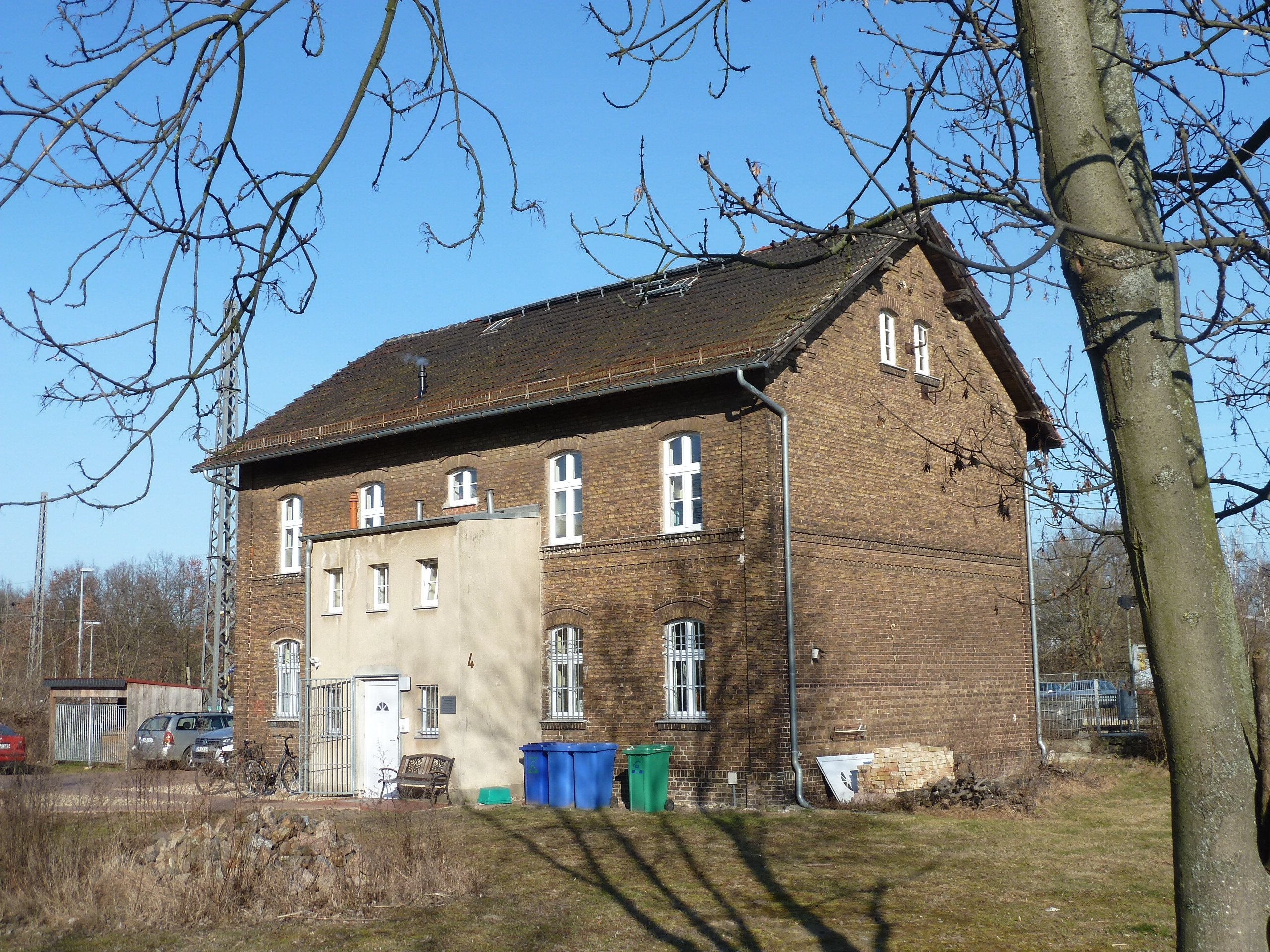
Denkmalgeschütztes Eisenbahnerwohnhaus nördlich des Empfangsgebäudes

Die hölzerne Fußgängerbrücke wurde im Zusammenhang mit den Arbeiten zur Elektrifizierung der Strecke um 1980 durch eine stählerne Brücke ersetzt. Sie führte nicht nur zum Inselbahnsteig, sondern weiter über die Güterverkehrsanlagen auf die Ostseite des Bahnhofsareals.
Die Gütergleise im Osten des Bahnhofes sind weitgehend entfernt.
Nach 2000 wurde die Fußgängerbrücke entfernt, der Inselbahnsteig ist seitdem über einen Tunnel erreichbar. Heute werden der Hausbahnsteig am Empfangsgebäude für Züge in Richtung Süden und der Inselbahnsteig mit zwei Bahnsteigkanten für Züge in Richtung Norden und für Überholungen genutzt. Nördlich des Bahnhofsgebäudes ist noch ein Bahnsteig am Überholungsgleis in Betrieb, das meist für in Ludwigsfelde beginnende bzw. endende Züge nach und von Berlin genutzt wird. Über eine Weichenverbindung wird von dort das Streckengleis in Richtung Süden bereits vor dem Hausbahnsteig erreicht.
Um 1980 wurden zur Vorbereitung der Elektrifizierung die Sicherungsanlagen auf der Strecke Berlin–Halle im Bezirk der Rbd Berlin grundlegend modernisiert. Der Bahnhof Ludwigsfelde erhielt ein Stellwerk der Bauform GS II Sp64, wobei ein vorhandenes Stellwerksgebäude für den Bedienraum genutzt wurde. In Richtung Thyrow wurde automatischer Streckenblock mit signalisiertem Falschfahrbetrieb eingerichtet. Mit dem Ausbau der Strecke auf 200 km/h wurde das Relaisstellwerk nach nur knapp zwanzig Betriebsjahren 2000 wieder außer Betrieb genommen und durch ein elektronisches Stellwerk der Bauart SIMIS C ersetzt. Seitdem ist Gleiswechselbetrieb möglich.

### Beamtenwohnhäuser
Drei Beamtenwohnhäuser und ein dazugehöriger Stall im Bahnhofsbereich stehen ebenfalls unter Denkmalschutz. Dabei handelt es sich um drei zweigeschossige Klinkerbauten, die auf den Zeitraum um das Jahr 1886 datiert sind.